# Sens de la terre
Le sens de la terre est une notion qui apparaît sans explication dans le livre Ainsi parlait Zarathoustra de Friedrich W. Nietzsche (Sinn der Erde). Or, en tant que le sens évoque la signification, la direction, autant que la perception, la notion rentre dans le cadre plus général de l'anti-idéalisme (et précisément allemand, contemporain de Nietzsche), comme si la Terre même avait un sens dont l'Homme partageait la dynamique.

## Occurrences
« Voici, je vous enseigne le Surhumain !
Le Surhumain est le sens de la terre. Que votre volonté dise : que le Surhumain soit le sens de la terre. »

— Ainsi parlait Zarathoustra (1885), Friedrich Nietzsche (trad. Henri Albert), éd. Société du Mercure de France, 1898, partie I, chap. « Prologue de Zarathoustra »

« Loin de moi aussi le Dieu qui vient en boitant pour bénir ce qu’il n’a pas uni !
Ne riez pas de pareils mariages ! Quel est l’enfant qui n’aurait pas raison de pleurer sur ses parents ?
Cet homme me semblait respectable et mûr pour saisir le sens de la terre : mais lorsque je vis sa femme, la terre me sembla une demeure pour les insensés.
Oui, je voudrais que la terre fût secouée de convulsions quand je vois un saint s’accoupler à une oie. »

— Ainsi parlait Zarathoustra (1885), Friedrich Nietzsche (trad. Henri Albert), éd. Société du Mercure de France, 1898, partie I, chap. 20 « De l'enfant et du mariage »

## Interprétations
(mai 2015).
- Si vous ne connaissez pas le sujet, laissez ce bandeau (vous pouvez alors contacter les auteurs).
- Si vous supprimez le contenu mis en cause (vous pouvez préalablement contacter les auteurs),

argumentez précisément cette suppression dans la page de discussion
(un manque de référence n'est pas un argument ; une recherche réelle de référence doit avoir été effectuée, être formellement documentée).
Pour la première occurrence, il s'agit bien d'une direction « géologique », que l'Homme partage avec sa planète, quand bien même métaphoriquement. Voir l'article Surhomme.
Il en va pour ainsi dire de même de la seconde occurrence, avec une nuance de perception et de signification, soit tout aussi bien d’interprétation : l'époux en question n'a ni perçu ni compris la femme avec laquelle il s'unissait (définitivement, selon la morale religieuse de l'époque). Or, le chapitre « De l'enfant et du mariage » concerne précisément une conception, un enfantement, une éducation et une émancipation parentaux, tendant au Surhumain.
Bref : le sens de la terre, c'est l'évolution historique universelle du vivant, dans la dynamique du Prologue, allant de l'animal au sur-animal (l'Homme) et de l'Homme vers la figure de style du Surhumain.
Le sens de la terre, anti-idéaliste, est le bon sens-même, selon la paillardise étymologique de Nietzsche, et la sagesse associée au populaire de son Zarathoustra.